# Can't Remember to Forget You
Singles de Shakira
Get It Started
(2012) Empire
(2014)
Singles par Rihanna
The Monster
(2013) FourFiveSeconds
(2015)
Can't Remember to Forget You est une chanson de l'auteure-compositrice-interprète colombienne Shakira, en duo avec la chanteuse barbadienne Rihanna. Le titre, sorti le 13 janvier 2014, est le premier single de son dixième album studio et quatrième album en comportant des chansons en anglais, Shakira, qui est sortie le 24 mars 2014.
Une version en espagnol, Nunca Me Acuerdo de Olvidarte, est sortie le 21 janvier 2014.

## Liste des pistes
- Téléchargement numérique

1. Can't Remember to Forget You – 3:28

## Clip vidéo
Le vidéoclip a été réalisé par Joseph Kahn et le tournage s'est terminé le 8 décembre 2013. La vidéo a accumulé plus de 100 millions de vues en seulement 10 jours. En juillet 2014 son clip vidéo a atteint plus de 342 millions de vues ; en juin 2019, il cumule 941 millions de vues. Quelques semaines après sa diffusion francaise, le Conseil Supérieur de l'Audiovisuel interdit la diffusion de ce clip avant 22 heures, le jugeant trop provocant et sexuel, même accompagné d'une signalétique déconseillé aux moins de 10 ans.

## Classement hebdomadaire
| Classement (2014)                       | Meilleure position |
| --------------------------------------- | ------------------ |
| Allemagne (Media Control AG)            | 8                  |
| Australie (ARIA)                        | 18                 |
| Autriche (Ö3 Austria Top 40)            | 4                  |
| Belgique (Flandre Ultratop 50 Singles)  | 21                 |
| Belgique (Wallonie Ultratop 50 Singles) | 6                  |
| Canada (Hot 100)                        | 19                 |
| Danemark (Tracklisten)                  | 11                 |
| Écosse (OCC)                            | 6                  |
| Espagne (PROMUSICAE)                    | 2                  |
| États-Unis (Hot 100)                    | 15                 |
| États-Unis (Pop Airplay)                | 28                 |
| États-Unis (Adult Pop Songs)            | 40                 |
| France (SNEP)                           | 5                  |
| Grèce (Billboard)                       | 1                  |
| Finlande (Suomen virallinen lista)      | 6                  |
| Hongrie (Rádiós Top 40)                 | 5                  |
| Irlande (IRMA)                          | 7                  |
| Israël (Media Forest)                   | 6                  |
| Italie (FIMI)                           | 13                 |
| Liban (Lebanese Top 20)                 | 1                  |
| Norvège (VG-lista)                      | 5                  |
| Pays-Bas (Nederlandse Top 40)           | 28                 |
| Pologne (Dance Top 50)                  | 18                 |
| Tchéquie (IFPI Rádio)                   | 44                 |
| Slovaquie (IFPI Rádio)                  | 39                 |
| Suède (Sverigetopplistan)               | 8                  |
| Suisse (Schweizer Hitparade)            | 7                  |
| Royaume-Uni (UK Singles Chart)          | 11                 |